# Complejo volcánico Los Frailes

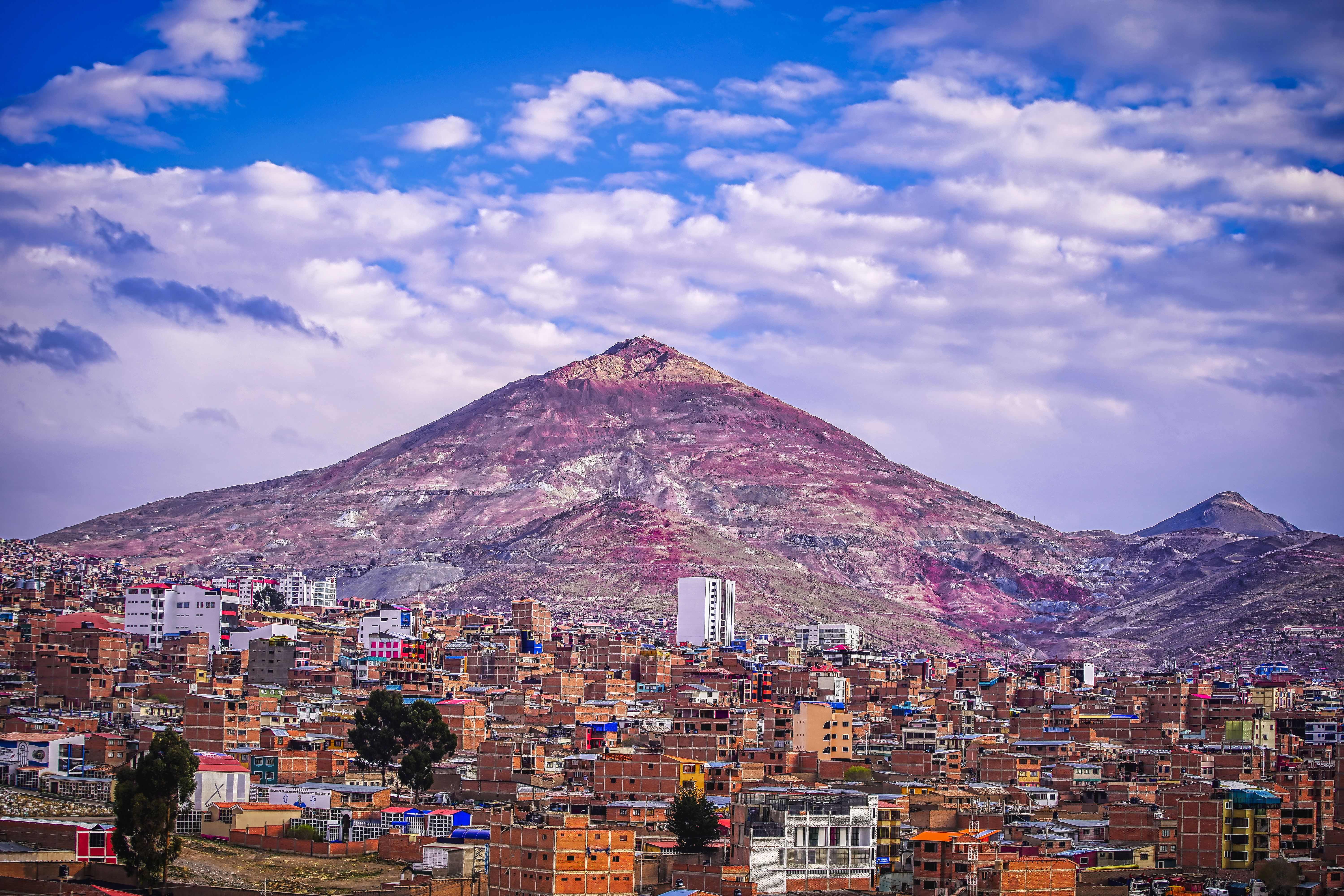
El Cerro Rico de Potosí, al suroeste de Bolivia, que forma parte del complejo volcánico.

Los Frailes es un complejo volcánico, también llamado una meseta ignimbrita, ubicado en Bolivia, entre la ciudad de Potosí y el lago Poopó. Pertenece a un grupo de ignimbritas que existen en los Andes Centrales y que incluye el complejo volcánico Altiplano-Puna. La meseta cubre una superficie de 7.500 a 8.500 kilómetros cuadrados con unos 2.000 kilómetros cúbicos de ignimbrita.
La meseta cuenta con varios posibles respiraderos, incluyendo Cerro Cóndor Nasa, Cerro Livicucho, Cerro Pascual Canaviri, Cerro Villacollo y Nuevo Mundo. La meseta comenzó a formarse hace 25 millones de años y continuó hasta el Holoceno, cuando el respiradero de Nuevo Mundo estuvo activo.

## Geografía y geomorfología
Los Frailes se encuentra en la margen occidental de la Cordillera Oriental de Bolivia, entre las orillas sureste del Lago Poopó y la ciudad de Potosí. Es un sistema volcánico poco estudiado.
Los Frailes pertenece al grupo de ignimbritas de los Andes Centrales, que cubren partes del sur de Perú, suroeste de Bolivia, noroeste de Argentina y noreste de Chile, y que incluye el complejo volcánico Altiplano-Puna. Sin embargo, las ignimbritas no cubren todo el terreno y, en algunos lugares, hay más de una capa de ignimbrita. La ubicación de las ignimbritas está controlada por fracturas y lineamientos en la corteza, que no siempre son visibles en la superficie. Algunos centros volcánicos mejor estudiados son Cerro Galán y Cerro Guacha.
La meseta de ignimbrita de Los Frailes cubre un área en forma de corazón de aproximadamente 7.500 kilómetros cuadrados u 8.500 kilómetros cuadrados, lo que la convierte en una de las mesetas de ignimbrita más grandes del mundo. La meseta tiene una elevación promedio de 4.000 a 4.500 metros sobre el nivel del mar. Se formó sobre una topografía preexistente, lo que resultó en un espesor irregular de las ignimbritas; alcanzan un máximo de 1 kilómetro, pero en promedio el espesor es de aproximadamente 100 metros. Las ignimbritas consisten principalmente en tobas volcánicas soldadas con estructuras de juntas en forma de columnas; se ha estimado un volumen total de 2.000 kilómetros cúbicos para la meseta, lo que representa un tamaño considerable.
Se han identificado varios posibles respiraderos en la meseta de Los Frailes, como el Cerro Cóndor Nasa y el Cerro Livicucho (ambos parecen ser estructuras circulares con extrusiones post-ignimbritas) en la parte norte del complejo; el complejo de domos de lava de Huanapampa en la parte central del complejo; y el Cerro Pascual Canaviri, el Cerro Villacollo y Nuevo Mundo en la parte sur. El Cerro Villacollo, en el sector occidental de la meseta, es un estratovolcán erosionado con una estructura de colapso de 200 a 600 metros de profundidad y 3 kilómetros de ancho, acompañado de flujos de lava dacíticos. Por otro lado, el Cerro Pascual Canaviri y Nuevo Mundo son complejos de domos de lava, este último también contiene depósitos de ceniza que han sido en parte transportados por el viento. Los domos de lava y los flujos de lava son comunes en su superficie, y algunos cuellos volcánicos contienen depósitos minerales.

## Geología

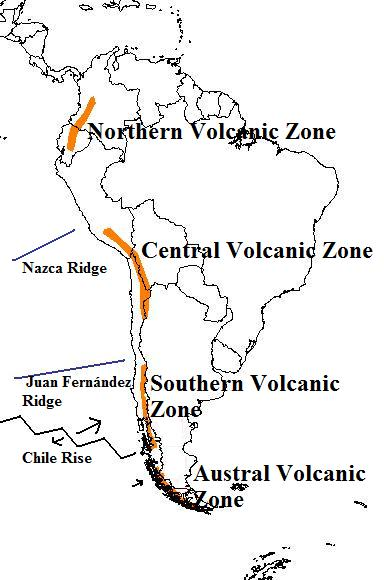
Mapa del cinturón volcánico de los Andes.

Al menos desde el Jurásico, la Placa de Nazca ha estado subduciéndose bajo la Placa sudamericana a una tasa de aproximadamente 80 milímetros por año. El vulcanismo no ocurre a lo largo de toda la zona de subducción; donde la placa subductante desciende en el manto en un ángulo poco profundo, el vulcanismo está ausente. Por lo tanto, existen tres zonas volcánicas en América del Sur: la Zona Volcánica Norte, la Zona Volcánica Central y la Zona Volcánica Sur. Además, existe un cinturón volcánico adicional, la Zona Volcánica Austral, que está controlada por la subducción de la Placa antártica bajo la Placa sudamericana.
La meseta de ignimbrita de Los Frailes se encuentra a unos 270 kilómetros al este del actual arco volcánico. La lejanía de muchas formaciones volcánicas de los Andes Centrales y las a menudo hostiles condiciones climáticas significan que muchas de estas formaciones volcánicas están poco investigadas.
El basamento bajo la meseta de Los Frailes es de la era Paleozoica-Mesozoica y está cubierto por rocas volcánicas andesíticas-dacíticas del Mioceno; algunas de estas han sido datadas en 11,6 y 20 millones de años. El terreno estaba fuertemente disectado cuando comenzó la actividad eruptiva. Las grietas preexistentes en este basamento pueden haber formado los caminos por los que el magma que dio origen a la ignimbrita de Los Frailes ascendió. El inicio de la actividad volcánica puede deberse, en última instancia, a cambios en el régimen tectónico regional, como la delaminación de parte de la corteza inferior y un cambio en la inclinación de la placa subductante, aunque la importancia relativa de la corteza superior e inferior y del manto no está clara.

### Composición
Los Frailes ha emitido rocas que van desde andesita hasta riolita. La ignimbrita principal es de composición de riodacita y contiene fenocristales compuestos de apatita que contienen monacita y zircón, biotita, ilmenita, ortoclasa, plagioclasa y cuarzo. En el campo volcánico se encuentran depósitos de plata y estaño, incluido el yacimiento de Cerro Rico, que fue una fuente principal de plata para el Imperio español. Los magmas parecen derivar parcialmente del manto y parcialmente de la fusión de la corteza, similar a otras ignimbritas de los Andes Centrales.

## Historia eruptiva

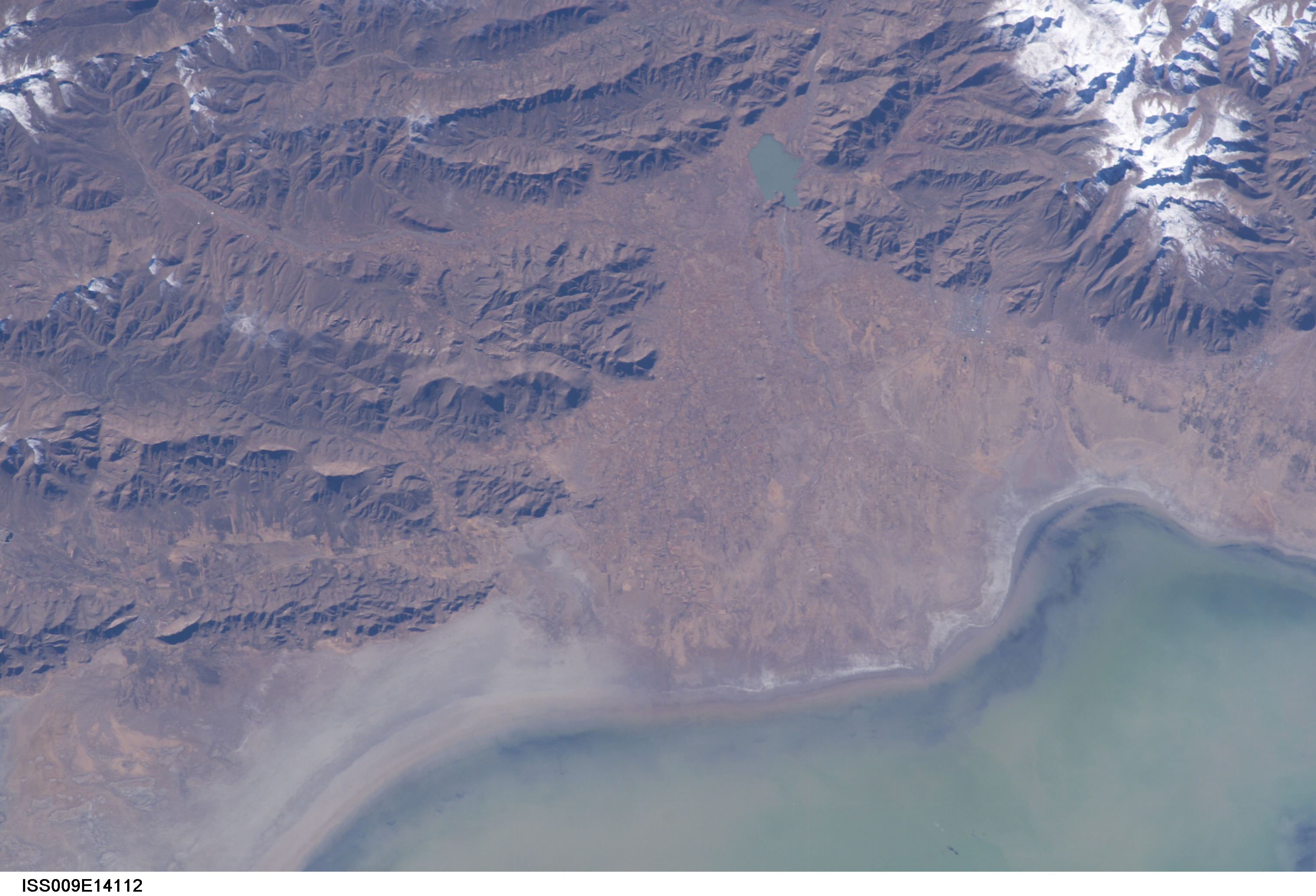
Vista satelital del Lago Poopó y el Cerro Azanaques (parte derecha superior).

Las ignimbritas de Los Frailes fueron erupcionadas entre aproximadamente 25 o 13 y 2 millones de años atrás, aunque el vulcanismo asociado con la meseta se remonta a hace 25 millones de años, y la ignimbrita más joven está datada entre 1,52 y 1,522 millones de años. Se han distinguido varias etapas diferentes de actividad volcánica.
- En la etapa más antigua de actividad, los sistemas de San Pablo y Kari Kari estuvieron activos.[8] Entre hace 26 y 25 millones de años, la granodiorita Kumurana se emplazó al sur del complejo posterior de Kari Kari.[9]
- La ignimbrita Cantería se produjo hace 21,9 millones de años, el complejo volcano-plutónico Azanaques hace 20,96 millones de años, y la ignimbrita Agua Dulce hace 20,9 millones de años.[9] El Cerro Gordo estuvo activo hace 19,7 ± 0,6 millones de años.[11]
- Entre 16 y 10,4 millones de años atrás, ocurrió vulcanismo en el Cerro Carguaicollo, así como en las ignimbritas de Corona-Anaruyo y Larco,[8] la última de las cuales erupcionó hace 16 ± 2 millones de años. El Cerro Carguaicollo está datado en 10,45 ± 0,47 millones de años. Otro centro, el Cerro Sombrero Kollu, estuvo activo hace 11 millones de años.[11]
- El sistema Cóndor Nasa-Livicucho estuvo activo entre 7 y 8 millones de años atrás, mientras que la ignimbrita principal se emplazó hace aproximadamente 2-1 millones de años.[2]

Después del emplazamiento de las ignimbritas, la actividad volcánica en Los Frailes continuó con la formación de domos de lava y domos resurgentes. Nuevo Mundo es el sistema eruptivo más joven de la meseta de Los Frailes; basándose en la posición de sus lavas con respecto a las morrenas, debió haber estado activo en los últimos 11.000 años, durante el Holoceno, quizá incluso en tiempos prehistóricos. La datación por exposición a la superficie ha arrojado una edad de aproximadamente 11.700 años para el domo norte de Nuevo Mundo.